# Моравче-при-Габровкі
Моравче-при-Габровкі (словен. Moravče pri Gabrovki) — поселення в общині Літія, Осреднєсловенський регіон, Словенія. Висота над рівнем моря: 473,2 м.